# Жулвіно (Хощенський повіт)
Жулвіно (пол. Żółwino, нім. Hassendorf) — село в Польщі, у гміні Дравно Хощенського повіту Західнопоморського воєводства.
Населення — 63 особи (2011).
У 1975-1998 роках село належало до Гожовського воєводства.

## Демографія
Демографічна структура станом на 31 березня 2011 року:
|          | Загалом | Допрацездатний вік | Працездатний вік | Постпрацездатний вік |
| -------- | ------- | ------------------ | ---------------- | -------------------- |
| Чоловіки | 30      | 2                  | 23               | 5                    |
| Жінки    | 33      | 6                  | 12               | 15                   |
| Разом    | 63      | 8                  | 35               | 20                   |